# Raymond Bracken
Raymond Cope „Ray” Bracken (ur. 8 stycznia 1891 w Steubenville, zm. 23 października 1974 w Columbus) – amerykański strzelec, mistrz olimpijski.
Z zawodu był drwalem. Trenował go James Snook, jego przyjaciel i mistrz olimpijski. W 1917 roku zwyciężył w pistoletowym meczu nowicjuszy podczas mistrzostw kraju. Został wybrany do amerykańskiej reprezentacji olimpijskiej podczas eliminacji, które odbyły się w lipcu 1920 roku w Quantico.
Na Letnich Igrzyskach Olimpijskich 1920 Bracken wystąpił w przynajmniej trzech konkurencjach. Indywidualnie został wicemistrzem olimpijskim w pistolecie wojskowym z 30 m, przegrywając wyłącznie z Brazylijczykiem Guilherme Paraense (w zawodach drużynowych nie wystąpił). Wygrał z kolei w drużynowych zawodach w pistolecie dowolnym z 50 metrów, uzyskując najsłabszy wynik w drużynie (skład zespołu: Raymond Bracken, Karl Frederick, Michael Kelly, Alfred Lane, James Snook). 

## Wyniki

### Igrzyska olimpijskie
| Igrzyska | Konkurencja                       | Wynik                             | Miejsce | Źródło |
| -------- | --------------------------------- | --------------------------------- | ------- | ------ |
| IO 1920  | Pistolet dowolny, 50 m            | 456 pkt.                          | ?       | [ 1 ]  |
| IO 1920  | Pistolet dowolny, 50 m, drużynowo | 2372 pkt. (druż.) 456 pkt. (ind.) |         | [ 2 ]  |
| IO 1920  | Pistolet wojskowy, 30 m           | 272 pkt.                          |         | [ 3 ]  |